# Caroline Isgren
Caroline Marie Christina Isgren, född 12 april 1966 i Trelleborg, är en svensk före detta friidrottare (kulstötning). Hon tävlade för Heleneholms IF. Hon utsågs år 1988 till Stor grabb/tjej nummer 379.